# Miguel Marcelino
Miguel Marcelino, nascido em 1981, é um arquiteto português laureado com o Prémio Secil e o Prémio Internacional Barbara Cappochin, ambos em 2024.
Entre 1993 e 1998 estudou música, tendo concluído a licenciatura em Arquitetura em 2005, na Universidade Autónoma de Lisboa. Passou alguns anos a viver e a trabalhar na Suíça e em Barcelona, antes de regressar a Lisboa, onde fundou o seu próprio atelier em 2008. Atualmente, é professor convidado no Departamento de Arquitetura da Universidade Autónoma de Lisboa.

## Obra
A sua projeção internacional teve início com a Casa dos Três Pátios, concluída em 2012, que lhe valeu amplo reconhecimento. Outro dos seus primeiros projetos, a Escola de Fonte de Angeão, foi distinguido com o Prémio de Arquitectura em Tijolo de Face à Vista.
Em 2014, participou na representação oficial de Portugal na Bienal de Arquitetura de Veneza. O Museu da Música Mecânica, concluído em 2016, foi classificado como Monumento de Interesse Municipal e considerado "uma das estruturas mais impressionantes do ano" pela revista Wallpaper.
No ano de 2024 foi agraciado com o Prémio Secil, a mais importante distinção portuguesa na área da arquitetura. Nesse mesmo ano, tornou-se o primeiro arquiteto português a receber o Prémio Internacional Barbara Cappochin, com o projeto do Casal Saloio - Museu da Ruralidade.